# Maison de la famille Vasić
La maison de la famille Vasić (en serbe cyrillique : Чаршијска кућа породице Васић ; en serbe latin : Čaršijska kuća porodice Vasić) est située à Lazarevac, en Serbie, dans la municipalité de Lazarevac et sur le territoire de la ville de Belgrade. Elle est inscrite sur la liste des monuments culturels protégés de la république de Serbie (identifiant no SK 803) et sur la liste des biens culturels de la ville de Belgrade.

## Présentation
La maison de la famille Vasić, située 12 rue Kralja Petra I à Lazarevac, a été construite au milieu des années 1900 pour servir de résidence et de local commercial.
Elle est en partie caractéristique des maisons serbes de la seconde moitié du XIXe siècle dans la région de la Šumadija, notamment dans le plan du rez-de-chaussée à usage commercial. Un porche donne accès à l'étage résidentiel qui, lui, se réfère aux maisons traditionnelles de la Morava.